# Cardaillac
Cardaillac är en kommun i departementet Lot i regionen Occitanien i södra Frankrike. Kommunen ligger i kantonen Lacapelle-Marival som tillhör arrondissementet Figeac. År 2022 hade Cardaillac 621 invånare.

## Befolkningsutveckling
Antalet invånare i kommunen Cardaillac
| Referens: INSEE |